# Dicranomyia (Dicranomyia) aberdareica
Dicranomyia (Dicranomyia) aberdareica is een tweevleugelige uit de familie steltmuggen (Limoniidae). De soort komt voor in het Afrotropisch gebied.